# MD Helicopters
MD Helicopters Inc. es una compañía estadounidense constructora de helicópteros para diferentes usos. La empresa fue adquirida por la compañía McDonnell Douglas Helicopters Systems, filial de McDonnell Douglas.

## Historia
La compañía se fundó en 1947 como una unidad de Hughes Aircraft, y después se convirtió en parte de Hughes Tool Company en 1955. Más tarde se transformó en la división de helicópteros de Hughes Summa Corporation en 1972, y finalmente se reformó a Hughes Helicopters, Inc en 1981. Aun así, a lo largo de su historia se conoció como Hughes Helicopters. La empresa se vendió a McDonell Douglas Helicopters en 1984.
Tras la adquisición mencionada, la compañía fundó MD Helicopters e incorporó la completa gama de productos desarrollados por Hughes, respetando el sistema de nomenclatura establecido por el fabricante original. En 1997, McDonnell Douglas se fusionó con Boeing, formando una sola compañía. Como resultado de esta fusión, MD Helicopters retuvo únicamente el AH-64 y la patente del sistema de rotor de cola auto sustentante (NOTAR). En 1999, la división de helicópteros comerciales fue vendida y posteriormente nació MD Helicopters Holdings. Pero debido a la baja capitalización de esta última, en 2005 fue vendida nuevamente y pasó a llamarse MD Helicopter Inc.. Actualmente, la compañía tiene su sede en Mesa, Arizona.

## Modelos
Helicópteros Hughes, durante sus 37 años produjo tres diseños principales. El Modelo 269/300 fue el primer helicóptero que Hughes diseñó con éxito. Construido en 1956, entró en producción en 1957. Con el tiempo pasaría a formar parte del inventario del Ejército de Estados Unidos como equipo principal de entrenamiento, designado como TH-55 Osage. En 1983, la compañía obtiene la licencia de Schweizer Aircraft para producir el Modelo 300C, el cual se sigue produciendo hasta hoy.
En mayo de 1965, la empresa ganó un contrato para la construcción de un helicóptero nuevo para observación, solicitado por el U.S. Army, para lo cual se produjo el Hughes Modelo 369. A diferencia de éste, el OH-6 fue desarrollado más tarde, recibiendo el nombre de Modelo 500 para el mercado civil, y es un modelo que ha mantenido hasta el presente en producción, con relativamente pocas modificaciones.
En 1975, la empresa ganó otro contrato para desarrollar un helicóptero de ataque, el modelo fue bautizado como Apache. En diciembre de 1981, seis prototipos del AH-64A se habían construido y el Ejército de EE. UU. había adjudicado un contrato de producción a la empresa que llegaría a más de 1.100 unidades en 2005.
En enero de 1984, Hughes Helicopters, Inc., por medio de la firma de capitales Summa Corporation, vendió la citada a McDonnell Douglas, pagando la suma de 470 millones de dólares, convirtiéndose así en un filial y rebautizándose con el nombre de McDonnell Douglas Helicopter Systems en el mes de agosto de 1984.
El 1 de agosto de 1997, McDonnell Douglas se fusionó con Boeing, pero los planes de Boeing para vender las líneas de helicópteros civiles a Bell Helicopter en 1998 se vieron frustrados por el gobierno de los Estados Unidos de Norteamérica.
En 1999, Boeing completó la venta de la línea de helicópteros civiles a MD Helicópteros Holdings Inc., una subsidiaria indirecta de la compañía holandesa RDM Holding Inc. La línea incluye el MD 500 y variantes, así como la familia de aviones derivados NOTAR que se originó con helicópteros Hughes Inc. Boeing mantiene la línea de helicópteros AH-64 Apache, y los derechos del sistema NOTAR.
Después de sufrir un pobre rendimiento comercial, la compañía fue comprada en 2005 por Patriarch Partners, LLC, un fondo de inversión. La empresa fue re-capitalizada como una empresa independiente, MD Helicopters, Inc.

## Productos
McDonnell Douglas y MD Helicopters:
- MD 500
  - MD 500 Defender
  - MD 520
  - MD 530
- MD 600
- MD Explorer

Solo con McDonnell Douglas:
- AH-64 Apache - Retenido por Boeing en 1998.
- MH-6 Little Bird

## Enlaces de interés
- Hughes Helicopters
- NOTAR

- AgustaWestland
- Airbus Helicopters
- Bell Helicopter
- Boeing Rotorcraft Systems
- Russian Helicopters
- Sikorsky Aircraft